# فؤاد سابا
فؤاد صالح سابا (1902-1984) هو إقتصادي فلسطيني، تخرج من الجامعة الأمريكية في بيروت، وأكمل دراسته وتخصصه في المحاسبة في إنكلترا، أسس أول شركة عربية لتدقيق الحسابات في الشرق الأوسط عام 1926، وأول فلسطيني يحصل على ترخيص لممارسة مهنة تدقيق الحسابات من حكومة الإنتداب البريطاني. صدر له كتاب "ضريبة الدخل وقضاياها في فلسطين" عام 1947.

## النشأة والتعليم
ولد في بلدة شفا عمرو بفلسطين والده: القس صالح، والدته: لويزا ماير، زوجته: مهيبة خطار معلوف، إبناه: سهيل وفوزي إبنته: نادية. درس في مدرسة الروم الأرثوذكس والمدرسة المارونية وثانوية الفرير في حيفا، ثم في مدرسة المطران (مدرسة السان جورج) في القدس. تخرج من الجامعة الأميركية في بيروت سنة 1924 بشهادة بكالوريوس تجارة، وكان موضوع الأطروحة "إعادة البناء الضرورية للتجارة الفلسطينية". أكمل دراسته في إنكلترا وتخصص في الحسابات القانونية، وعاد إلى القدس وعُيّن أستاذاً في كلية تراسانطا الكاثوليكية، وفي إدارة جمعية الشبان المسيحية. وحصل على عضوية جمعية المحاسبين(ستريفايد).

## أثاره العملية
أسس شركة "سابا وشركاؤهم، محاسبون قانونيون"، فكانت أول مؤسسة عربية لتدقيق الحسابات في الشرق الأوسط، إمتدت فروعها لتشمل القدس وحيفا ويافا ونابلس وعمان ودمشق وبيروت، ثم انتشرت في معظم الأقطار العربية فبلغت واحداً وعشرين فرعاً. وساهم في تأسيس البنك العربي عام 1930. وبذلك يعتبر فؤاد سابا الرائد العربي الأول في تدقيق الحسابات القانونية وقد حمل العضويات التالية:
1. زميل في جمعية المحاسبين القانونيين (سريتفايد) بريطانيا
2. زميل معهد خبراء التحكيم في بريطانيا.
3. زميل معهد خبراء الضرائب في بريطانيا.
4. عضو في جمعية خبراء الضرائب الدولية في لاهاي.
5. عضو في جمعيات عالمية عديدة تتعلق بالعلامات التجارية الفارقة وبراءات الاختراع.
6. أسس (شركة المطبوعات العربية المحدودة) في القدس وصدر عنها:
 - مجلة الاقتصاديات العربية (1935-1936) وقد تولى رئاسة تحريرها.
 - مجلة (بالستاين أند ترانس جوردان) (1936-1937) وقد تولى رئاسة تحريرها.
7. أسس وكالة الأنباء العربية (ANA).
8. أسس شركة المشرق للاستثمار المالي، شركة التأمين العربية.

## دوره السياسي والوطني قبل النكبة

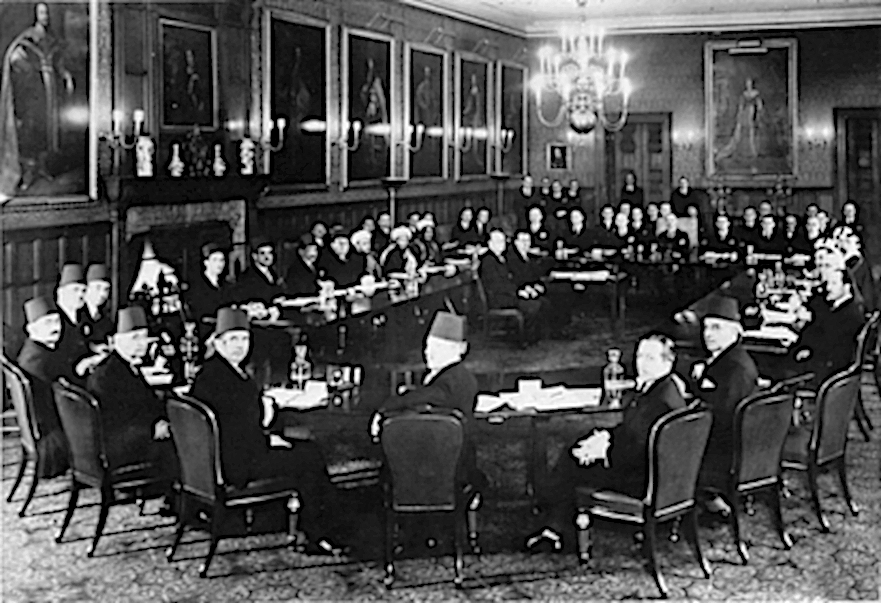
مؤتمر لندن، قصر سانت جيمس، فبراير 1939 المندوبون الفلسطينيون (الواجهة)، يسارا إلى اليمين: فؤاد سابا، ويعقوب الغصين، وموسى العلمي، وأمين التميمي، وجمال الحسيني، وعوني عبد الهادي، وجورج أنطونيوس، وألفرد روك.

كان عضواً قيادياً في الحزب العربي الفلسطيني؛ وشارك في المؤتمر الأول للشباب العربي الفلسطيني، الذي عُقد في 4 كانون الثاني 1932 في يافا، وتبنى المؤتمر مشروع صندوق الأمة، وأنتخب سابا محاسباً عاماً وعضواً في اللجنة التنفيذية. وقد تأسس هذا الصندوق في أيلول/ سبتمبر 1932، برئاسة أحمد حلمي عبد الباقي، وكان نواة الشركة التي أُنشئت باسم الشركة العربية لإنقاذ الأراضي بفلسطين.
مَثل سابا اللجنة العربية العليا أمام لجنة التحقيق الملكية البريطانية (لجنة بيل)، وشارك لاحقا في تقديم مذكرة إلى وزير المستعمرات البريطاني وإلى رئيس لجنة الإنتدابات الدائمة في جنيف، لتعلن رفض اللجنة العربية العليا توصيات هذه اللجنة، وعلى رأسها مشروع تقسيم فلسطين. شارك سابا في المؤتمر القومي العربي في بلدة بلودان السورية في أيلول 1937.
في أعقاب عام 1937 عينته (الهيئة العربية العليا) سكرتيراً لها بعد إعتقال سكرتيرها الأستاذ عوني عبد الهادي وبعد تصاعد الثورة، وفي تشرين الثاني/ نوفمبر من عام 1937 قامت سلطات الإنتداب البريطاني بإعتقال الكثيرين كان من بينهم أحمد حلمي عبد الباقي والدكتور حسين فخري الخالدي ويعقوب الغصين وفؤاد سابا، وهم من أعضاء الهيئة العربية العليا، ونفتهم إلى جزر سيشل في المحيط الهندي، وأطلق سراحهم بعد خمسة عشر شهراً. شارك سابا في الوفد الفلسطيني إلى «مؤتمر المائدة المستديرة» في لندن في شباط 1939.

## من آثاره العلمية
ترك سابا العديد من المراجع والدراسات منها:
- النهضة الاقتصادية في الشرق الأدنى، طبع عام 1924.
- ضريبة الدخل وقضاياها في فلسطين، 1947.
- مجموعة القوانين التجارية بفلسطين، القدس.
- احتياجات تعديل في تجارة فلسطين، 1924.

شارك في تأسيس وإدارة عدد من الدوريات الاقتصادية مثل:
- مجلة بالستاين أند ترانس جوردان، عام 1936
- مجلة الاقتصاديات العربية، عام 1935.
- نشرة الإدارة والمحاسبة (بالعربية)، 1954
- نشرة الإدارة المحاسبة (بالإنكليزية)، 1957.

## وفاته
توفي في بيروت في آب 1984 ودفن فيها.